# Weespertrekvaartbuurt
De Weespertrekvaartbuurt is een buurt in ontwikkeling in de wijk Overamstel in Amsterdam-Oost. De buurt omvat het gebied tussen de Weespertrekvaart, de spoorlijn Amsterdam - Utrecht en de Ringweg A10.
In 2018 is het gebied door Burgemeester en Wethouders aangewezen om versneld ontwikkeld te worden tot een stedelijk woon- en werkgebied. Tot dan zijn er vooral bedrijven en industrie gevestigd onder de naam Amstel Business Park oost.
Het eerste gedeelte van de woonbuurt is gereedgekomen onder de naam Kop Weespertrekvaart, als onderdeel van het project Amstelkwartier, dat gelegen is aan de andere kant van het spoor. Langs de Solitudolaan staan hier woontoren State met een zelfbouwwoningblok, en stadsvilla's aan het Solitudopad.
Ook de voormalige Bijlmerbajes en het gebied eromheen behoren tot de Weespertrekvaartbuurt. Hier komt het Bajes Kwartier met circa 1.350 woningen, waarvan dertig procent woningen met sociale huur, een substantieel deel valt in het segment middeldure huur, voorts ook exclusieve huizen en zorgwoningen. Naast het Bajes Kwartier in het gebied 'Weespertrekvaart Midden' komen ongeveer 200 woningen, verdeeld over 40% sociale huur, 40% middensegment en 20% voor de hogere prijsklassen. Voorts komen er sportgelegenheden en een basisschool, lichte bedrijvigheid en kantoren.
De in het gebied liggende H.J.E. Wenckebachweg zal in de toekomst een onderdoorgang onder de spoorbaan door naar de Amstelstroomlaan krijgen ten bhoeve van een betere ontsluiting van de buurt. De buurt is met de metro bereikbaar via metrostation Spaklerweg.